# سيدة أولى
سيدة أولى، هو لقب غير رسمي يطلق على زوجة حاكم كل بلد أثناء فترة حكمة. أطلق لقب سيدة أولى لأول مرة سنة 1849 عندما نادى الرئيس الأمريكي زكاري تايلور اسم السيدة الأولى على دوللي ماديسون في جنازتها. لكن بعض البلدان كالمملكة المتحدة لا يستعمل فيها لقب السيدة الأولى.

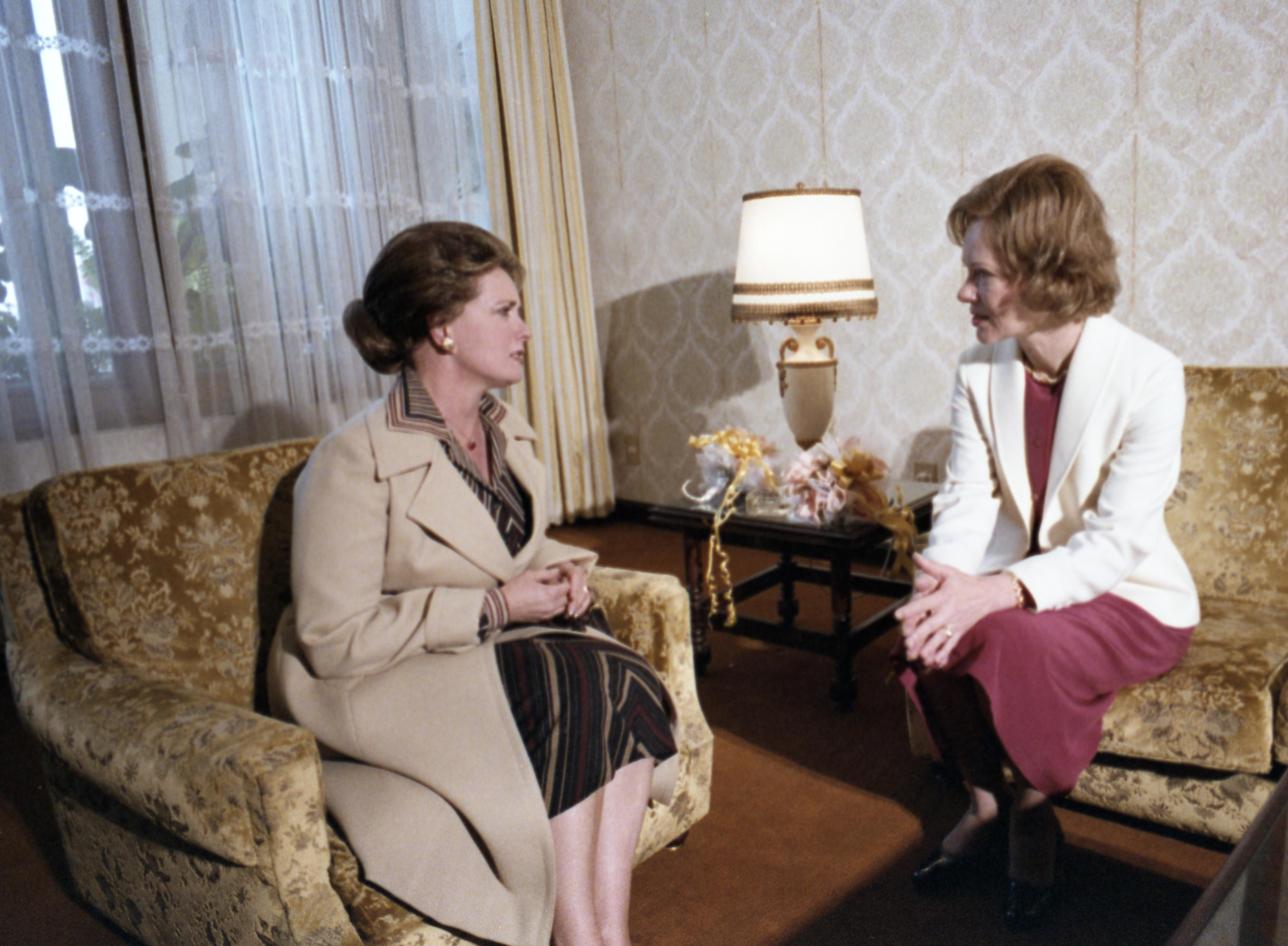
السيدة المصرية الأولى جيهان السادات في استقبال نظيرتها الأمريكية روزالين كارتر في القاهرة في 8 مارس 1979

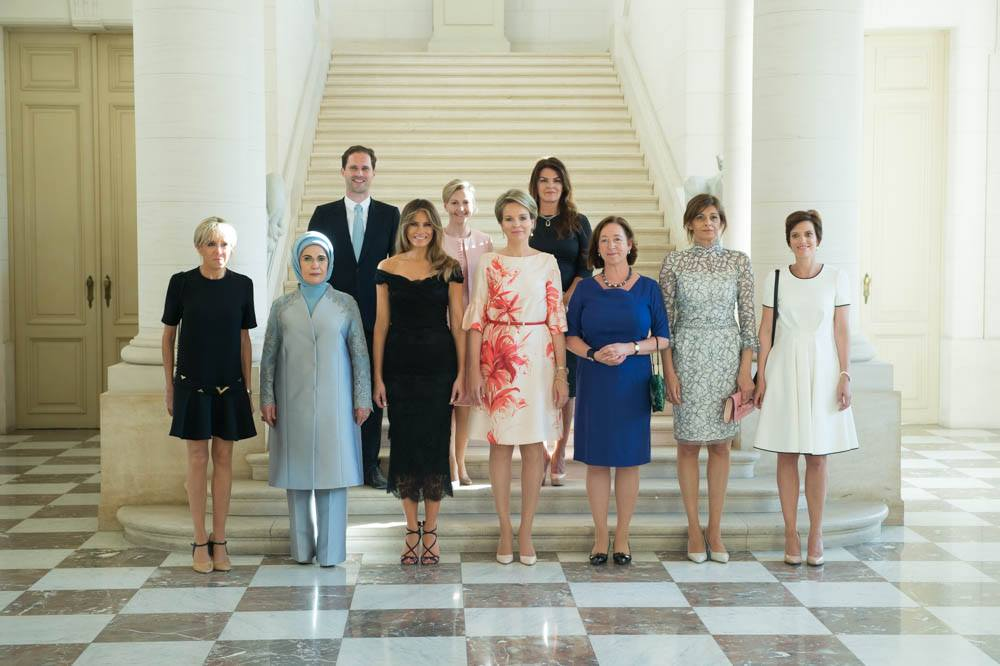
لقاء زوجات حلف شمال الأطلسي عام 2017 الذي نظمته الملكة ماتيلد زوجة فيليب ملك بلجيكا، ويبدو في الصورة أيضاً رجل وهو غوتييه ديستيناي زوج رئيس وزراء لكسمبورغ بعقد زواج مثلي

## الأصل
على الأرجح يعود موطن عبارة السيدة الأولى إلى دولة الولايات المتحدة لكن هناك اختلاف عن المصدر بالضبط. يرى بعض المؤرخين أن العبارة قد استُخدمت فعليا في الصحف والجرائد عام 1838 من أجل الإشارة إلى مارثا واشنطن. في حين تُشير مصادر أخرى إلى أن الكلمة ظهرت مطلع عام 1849 حيث استعملها الرئيس الأمريكي الراحل زكاري تايلور كلقب لزوجته دوللي ماديسون خلال جنازتها الرسمية. تبعَ ذلك تلاوة ومديح بنفس الكلمة إلا أنه لم يُعثر بعد عن نسخة من التأبين.

## قائمة الدول

### أرمينيا
يُشار إلى زوجة الرئيس الحالي لدولة أرمينيا بلقب "Հայաստանի Առաջին տիկին" الذي يعني «سيدة أرمينيا الأولى».

### أذربيجان
زوجة رئيس أذربيجان الحالي هي مهريبان علييفا وعادة ما يتم مناداتها بلقب السيدة الأولى.

### البرازيل
في البرازيل؛ يتم مناداة زوجة الرئيس باسم "Primeira-Darna" التي تعني كذلك سيدة أولى.

### بلغاريا
في بلغاريا، يتم مناداة زوجة الرئيس باسم "Първа дама" التي تعني كذلك سيدة أولى.

### كمبوديا
في كمبوديا يُستعمل مصطلح "Lock Chumteav" الذي يعني أيضًا سيدة أولى.

### كولومبيا
أمّا في دولة كولومبيا فعادة ما يتم اعتماد مصطلح "Primera Dama" الذي يعني كالعادة السيدة الأولى في اللغة الكولومبية.

### كرواتيا
يتم الإشارة في كرواتيا إلى زوجة الرئيس باسم Supruga Predsjednika Republike الذي يعني زوجة رئيس الجمهورية كما تُستعمل في بعض الأحيان عِبارة Suprug Predsjednice Republike التي تعني زوج رئيس الجمهورية. هذه الأخيرة هي الأكثر شيوعا في كرواتيا على عكس Prvi gospodin (الرجل الأول) التي نادرا ما تُستخدم إلا من قِبل مصادر خارجية. الزوج الحالي من لرئيس كرواتيا هو يعقوب كيتاروفيتش. يُشار أحيانا وبشكل استثنائي لزوجة رئيس الوزراء بلقب السيدة الأولى لجمهورية كرواتيا.

### جمهورية التشيك
يُستخدم مصطلح První dáma للإشارة إلى زوجة رئيس الجمهورية التشيكية. السيدة الأولى حاليًا للجمهورية هي إيفانا زيمانوفا.

### فرنسا
تمّ تقديم التماس من أجل عدم اعتماد لقب السيدة الأولى في فرنسا. في حالة ما جَمعت العريضة أزيد من 275,000 توقيعًا فإن الحكومة الفرنسية مُلزمة بإعلان أن بريجيت ترونيو ليست السيدة الأولى كما يجب على الحكومة عدم تخصيص أي ميزانية لأنشطتها. في مقابلة مع مجلة إل الفرنسية؛ ذكرت بريجيت أنه سيتم قريبًا نشر ميثاق الشفافية الذي سيوضح كل الأمور بما في ذلك حجم الموظفين العامِلين تحت إدارتها.

### اليونان
تُعتبر زوجة رئيس وزراء اليونان شخصية سياسية رائدة وعضوة نشطة في الحكومة كما تُشارك في معظم احتفاليات البلد. بشكل عام تُلقب السيدة الأولى في اليونان بلقب "Proti Kyria" الذي يُستعمل بشكل غير رسمي من قبل الصحافة للإشارة لها.

### الهند
إنّ مصطلح «السيدة الأولى» أقل استخداما في الهند. قد يُستخدم في بعض الأحيان من أجل الرجوع إلى زوجة رئيس الهند في الصحف؛ ومع ذلك فإن المصطلح الأكثر انتشارا هو «زوجة الرئيس». جدير بالذكر هنا أن مصطلح «السيدة الأولى» لا يُستخدم كذلك للإشارة إلى زوجة رئيس الوزراء.

### إندونيسيا
يُستخدمُ مصطلح السيدة الأولى للإشارة إلى زوجة رئيس إندونيسيا.

### جمهورية أيرلندا
في جمهورية أيرلندا؛ لا يستخدم مصطلح «السيدة الأولى» (بالأيرلندية: an Chéad Bhean) في السياقات الرسمية ولكن غالبا ما يتم استخدامه في وسائل الإعلام للإشارة إلى زوجة الرئيس كما يُستخدم أحيانا للإشارة إلى زوجة رئيس الوزراء. خلال النصف الأول في فترة حُكم بيرتي أهرن؛ انفصل عن زوجته مريم ني كيلي وبات دور السيدة الأولى فارغًا.
تم استخدام مصطلح «السيد الأول» لوصف زوج الرئيسة. انتُخب ليو فرادكار كرئيس وزراء لأيرلندا في عام 2017 وبات أول مثلي يشغل هذا المنصب.

### ملاوي
خلال إدارة الرئيس هاستينغز باندا  في مالاوي، لم تكن هناك أي سيدة في البلاد كونه كان غير مُتزوج.

### جزر المالديف
يُستعمل لقب السيدة الأولى في جزر المالديف من قبل مكتب الرئيس والمكاتب الحكومية، وحتّى خلال زيارة كبار الشخصيات.

### نيوزيلندا
لا يُستخدم تعبير «السيدة الأولى» رسميا في نيوزيلندا إلا أن الصحافة العامية تعتمد عليه للإشارة إلى زوجة رئيس الوزراء.

### نيجيريا
تم استخدام مصطلح السيدة الأولى بشكل متقطع للإشارة إلى زوجة رئيس نيجيريا. بشكل عام تُنادى الشخصيات الرفيعة في نيجيريا بلقب «فخامة». تزوّج الرئيس السابق شيخو شاجاري بعدة زوجات ولم يُطلق على أي منهن لقب السيدة الأولى.

### باكستان
يُستعمل في باكستان مصطلح خاتون أول للإشارة إلى زوجة رئيس وزراء باكستان. كما تم استخدامه معَ زوجة رئيس باكستان.[بحاجة لمصدر]

### بيرو
يستعمل في بيرو مصطلح Primera Dama الذي يعني السيدة الأولى.

### بولندا
عادة ما يُستخدم مصطلح Pierwsza dama للإشارة إلى السيدة الأولى التي هي زوجة الحالية رئيس بولندا. هناك أيضًا لقب banu Prezydentowa الذي يعني سيدة الرئاسة لكنه يُستعمل بشكل غير رسمي.

### كوريا الجنوبية
تُسمى زوجة رئيس كوريا الجنوبية 영부인/令夫人 وتعني السيدة الأولى.

### تايوان
يُستعملُ مصطلح «السيدة الأولى» للإشارة لزوجة رئيس دولة تايوان.

### سلطنة عمان
في عمان يستعمل مصطلح «السيدة الجليلة» للإشارة إلى زوجة السلطان، ويعد أول من حملت هذا اللقب هي والدة سلطان عمان الراحل قابوس بن سعيد السيدة ميزون المعشني ولان زوجة سلطان عمان الحالي هيثم بن طارق السيدة عهد بنت عبد الله البوسعيدية هي من تحمل هذا اللقب بعد تولي زوجها مقاليد الحكم في السلطنة.

### الولايات المتحدة الأمريكية
كان توماس جيفرسون أرملًا عندما تولى منصبه كرئيس، وقد اعترف الموقع التاريخي الوطني للسيدات الأوائل بابنته مارثا جيفرسون راندولف، التي كانت تؤدي مهتم سيدة منزل الرئيس في بعض الأحيان، كسيدة أولى، على الرغم من أن موقع البيت الأبيض يعترف بوالدتها، مارثا جيفرسون، كسيدة أولى. وبينما عملت دوللي ماديسون أيضًا كمضيفة ومرافقة لجيفرسون في بعض الأحيان، فقد تم الاعتراف بها كسيدة أولى من جانب زوجها بحكم رئاسة زوجها بعد جيفرسون.
توفيت زوجة أندرو جاكسون، راشيل جاكسون، قبل رئاسة جاكسون. تولت ابنة أخت جاكسون، إميلي دونلسون، مهام السيدة الأولى حتى وفاتها، وترأست زوجة ابن جاكسون، سارة جاكسون، البيت الأبيض خلال الأشهر الأخيرة من رئاسة جاكسون. كلاهما مُعترف بهما في الموقع التاريخي الوطني للسيدات الأوائل كسيدتين أوّليتين، على الرغم من أن موقع البيت الأبيض الإلكتروني يُقرّ بزوجة جاكسون كسيدة أولى.
كان جيمس بوكانان "عازبًا" طوال حياته. خلال فترة توليه منصبه، عملت ابنة أخته، هارييت لين، "مضيفة". ويُعترف بها بأنها عملت كسيدة أولى معاصرة خلال فترة تولي عمها المنصب، وهي مُدرجة ضمن السيدات الأوائل الأخريات من أزواجها على موقع البيت الأبيض الإلكتروني.

### أوكرانيا
يُعدّ مصطلح السيدة الأولى في أوكرانيا لقبًا غير رسيميّ حيث نادرا ما يتم مناداة زوجة رئيس جمهورية أوكرانيا بهذا الاسم. منذ استقلالها في عام 1991؛ لا تلعب زوجة الرئيس في دولة أوكرانيا دورًا مهما مثل باقي الدول حيث يقتصر دورها على المشاركة في بعض الاحتفالات والقليل القليل من الأنشطة الاجتماعية. بيد أن السنوات الأخيرة شهدت بعض التغييرات خاصة عندما أصبحت مارينا بوروشينكو السيدة الأولى في عام 2014 حيث حرصت مارينا على المشاركة في مختلف المبادرات الاجتماعية كما صوبت اهتمامها نحو مجال التعليم هذا فضلا عن حقوق الأشخاص ذوي الإعاقة